# Molen van der Straeten
De Molen van der Straeten is een windmolenrestant in de tot de Vlaams-Brabantse gemeente Opwijk behorende plaats Mazenzele, gelegen aan Kouterbaan 17.
Deze ronde stenen molen van het type grondzeiler fungeerde als korenmolen.

## Geschiedenis
Deze molen, mogelijk de vijfde in een reeks, werd gebouwd in 1848. In 1862 werd een stoommachine geplaatst en in 1899 werd deze weer verwijderd. In 1910 brandde de molen uit. In 1912 werd de romp ingekort en er kwam een bijgebouw met een nieuwe stoommachine. In 1918 werden nieuwe bijgebouwen opgericht.
In 1929 werd de stoommachine door een elektromotor vervangen. De maalinrichting bleef bewaard in de molenromp en werd vanuit de bijgebouwen aangedreven door een riem. Uiteindelijk stopte ook het mechanisch maalderijbedrijf. In 1999 werd de molen met zijn inventaris beschermd.